# 市橋長政
市橋 長政（いちはし ながまさ）は、安土桃山時代から江戸時代前期にかけての武将、大名。越後三条藩2代藩主、後に近江仁正寺藩初代藩主。仁正寺藩市橋家2代。

## 略歴
林右衛門左衛門の三男で母は市橋長利の娘。織田信長に仕えた武将・市橋長勝の甥で養嗣子である。
慶長9年（1604年）から江戸幕府2代将軍徳川秀忠に仕えた。慶長19年（1614年）と翌20年（1615年）の大坂の陣で武功を挙げたことから、下総国香取郡・海上郡内に1,000石を与えられた。元和2年（1616年）、養父長勝の越後転封に従い、同国内に3,000石を加増される。元和6年（1620年）5月15日、養父が嗣子なくして死去したため所領は没収されたが、長政が跡を継ぐことを許され、近江野洲郡・蒲生郡と河内交野郡2万石を与えられ、同年のうちに三条から仁正寺に移封した。元和8年（1622年）1月2日、娘婿の市橋長吉（三四郎）に近江国内で2,000石を分け与える。元和9年（1623年）8月6日、従五位下伊豆守に叙任する。
3代将軍徳川家光に仕え寛永3年（1626年）の上洛に従い、寛永5年（1628年）の大坂城石垣普請奉行や寛永11年（1634年）の多賀神社造営奉行など、幕府の奉行職を歴任した。寛永12年（1635年）から寛永16年（1639年）まで上方御料所（天領）の郡奉行も務めた。正保5年（1648年）2月11日、74歳で死去し、跡を長男の政信が継いだ。
岩佐又兵衛と交流があり、屏風一双と袷の描き絵2枚、達磨・霊照二幅が届いたことのお礼を述べた又兵衛への手紙が残っている。

## 系譜
父母
- 林右衛門左衛門（実父）
- 市橋長利の娘（実母）
- 市橋長勝（養父）

正室
- 小山田茂誠の娘

子女
- 市橋政信（長男） - 生母は正室
- 市橋政直（次男）
- 市橋長吉室
- 浄光院 - 立花種長正室